# 易北河畔舍讷贝克
易北河畔舍讷贝克（德語：Schönebeck (Elbe)），简称舍讷贝克（德語：Schönebeck，發音：[ˈʃøːnəbɛk] ⓘ），是德国萨克森-安哈尔特州萨尔茨兰县的城市，面积86.05平方千米，2023年12月31日人口为30,402人。